# 李釗
李 釗（り しょう、生没年不詳）は、西晋・成漢の人物。字は世康。広漢郡郪県の出身。曾祖父は李氏の三龍と謳われた李朝。祖父は光禄郎中主事李旦。父は寧州刺史・龍驤将軍・成都内侯李毅。妹は李秀。

## 生涯
李釗の家は代々儒学を専行していた。李釗は風格を有し、人望があったという。
後に、父の功績により謁者僕射に任じられ、さらに寿林侯相に移った。しばらくした後に尚書外兵郎任じられた。
永興3年（306年）、父の李毅は寧州刺史として夷族の反乱鎮圧に当たっていたが、病を患い戦闘の指揮を執ることが出来なくなった。李毅は上奏して助けを求めたが、当時李雄が蜀郡を荒らしまわっていたので道は全て封鎖されており、救援軍は到達できなかった。李釗は父の危機を知ると、上表して自ら救援に赴く事を告げた。牂牁に到達すると、夷族はまた道を封鎖して交州との往来を断絶させていた。3年かけてようやく寧州城にたどり着いたが、既に父は亡くなっており、妹の李秀が寧州を統治していた。百官は皆、李釗を推戴して領州府事としたので、妹に代わって州事を執り行った。その後、朝廷の命により、平寇将軍・領安夷護軍・西夷校尉に任じられた。新任の寧州刺史王遜が着任すると、李釗が民心を良く得ていた事から、上表して朱提郡太守に任じた。その後、越巂郡太守に移り、南広を統治した。成漢の李雄の軍勢が攻めよせると、李釗はこれを阻んで幾度も破り、成漢の大将楽初を斬った。
太寧元年（323年）、成漢の太傅李驤と任回が兵を分けて朱提・越巂に攻め寄せると、城は陥落した。李釗は捕らえられたが、隙を見て逃げ出して王遜の下に至った。王遜の命により、再び李釗は越巂郡太守に任じられた。李雄が再び李驤と任回を派遣して侵攻すると、李釗は南秦に入って漢嘉郡太守王載と合流し、共に力戦して成漢軍を阻んだ。だが、温水において敗戦を喫し、遂に朱提・越巂の二郡をもって李雄に降伏した。
李釗が成都に到来すると、李雄は自ら出迎え、甚だ厚遇した。李雄の命により、李釗は朝儀・葬祭の礼の一切を定めた。また、李雄の命により皇太子李班に礼事を教育し、李班もまた進んで彼に教えを請うたという。

## 伝記資料
- 『晋書』巻81 列伝第51
- 『華陽国志』 巻11
- 『十六国春秋』蜀録